# Kisláng
Kisláng je vas na Madžarskem, ki upravno spada pod podregijo Enyingi Županije Fejér.